# Hôtel de Fleckenstein
Pour les articles homonymes, voir Fleckenstein (homonymie).
L'hôtel de Fleckenstein est un monument historique situé à Haguenau, dans le département français du Bas-Rhin.

## Localisation
Ce bâtiment est situé aux 6, 8 impasse Fleckenstein à Haguenau.

## Historique
L'édifice au n° 6 avec pignon à redents date peut-être partiellement du XVe siècle. La tourelle octogonale avec escalier en vis est datée de 1544. La chapelle voûtée d'ogives a probablement été ajoutée vers la même époque, elle possède une clé de voûte aux armes des Fleckenstein-Dagstuhl. Le plafond au 1er étage est orné de stucs probablement du quatrième quart du XVIIe siècle.
L'édifice n° 8 accolé est daté de 1589. Il appartenait depuis 1480 aux Fleckenstein, puis de 1514 à 1661 aux Fleckenstein-Dagstuhl. En 1694 le bailli royal Huguin en fit le siège du bailliage.
L'édifice fait l'objet d'une inscription au titre des monuments historiques depuis 1930.

## Architecture

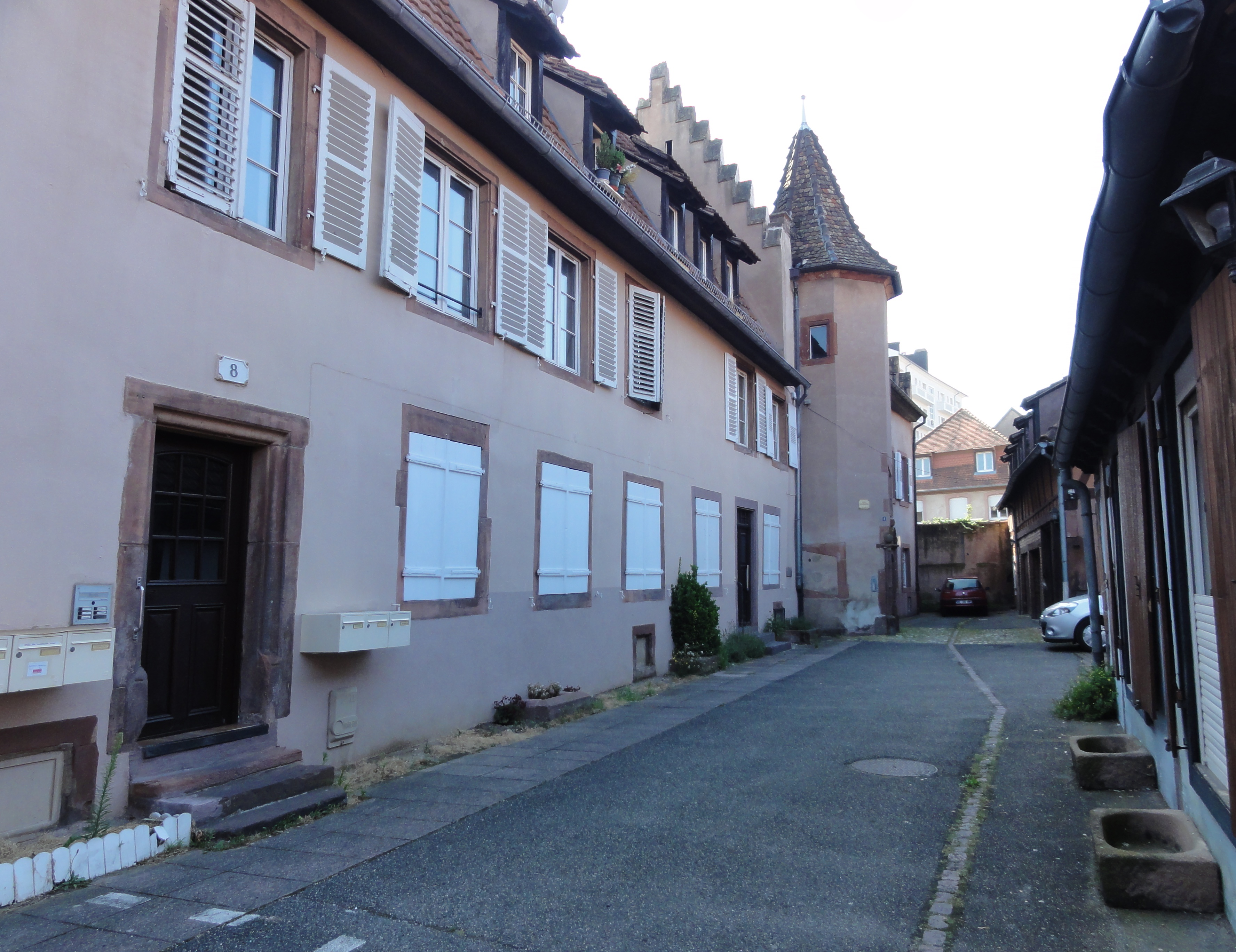
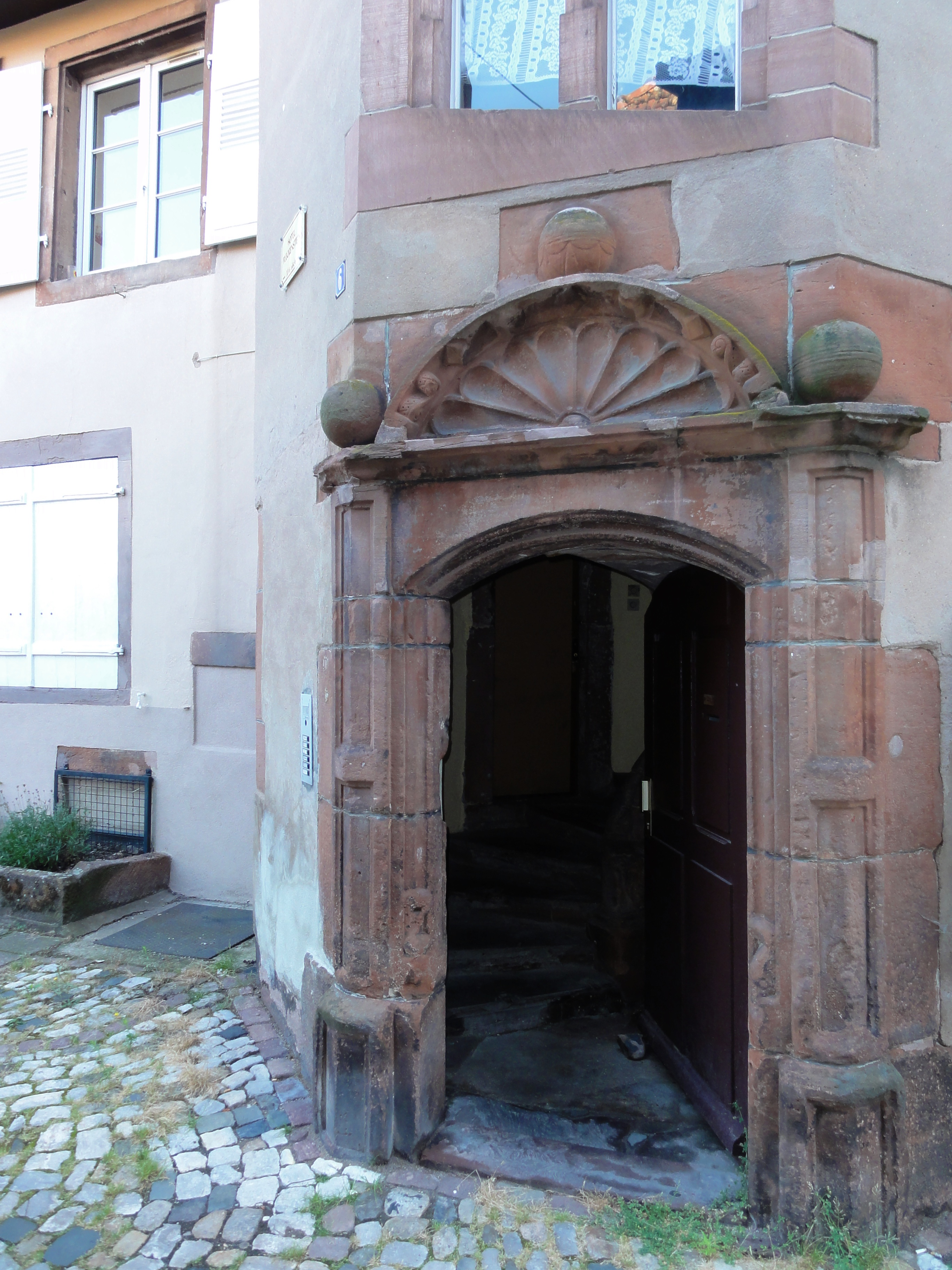
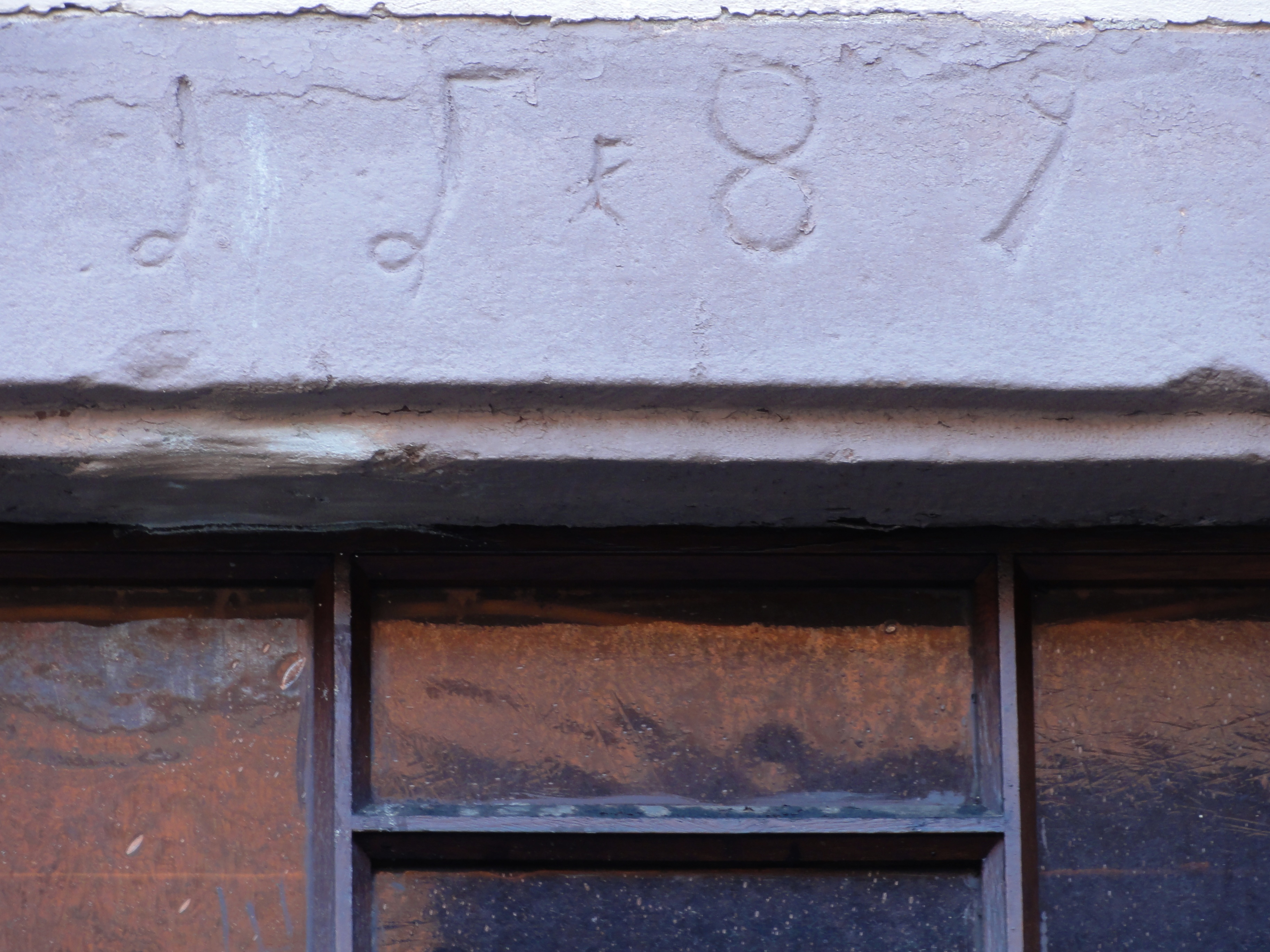